# Zodion teutoniense
Zodion teutoniense är en tvåvingeart som beskrevs av Pearson och Camras 1978. Zodion teutoniense ingår i släktet Zodion och familjen stekelflugor. Inga underarter finns listade i Catalogue of Life.